# Jim Aparo
James N. Aparo (24 de agosto de 1932 – 19 de julio de 2005) fue un artista de historietas estadounidense conocido por sus trabajos para DC Comics entre las décadas de 1960 y 1980 en personajes como Batman, Aquaman y Espectro.

## Primeros años
Aparo creció en New Britain, Connecticut, y fue autodidacta como artista.

## Carrera

### Charlton Comics
Intentó comenzar a trabajar en historietas a sus pocos más de 20 años acercándose a EC Comics, que se negó a contratarlo. Trabajó en la industria de la publicidad en Connecticut, a menudo dibujando ilustraciones de moda para anuncios de periódicos. Continuó su carrera en historietas y tiras de periódicos mientras trabajaba en publicidad.
Su primera incursión en el campo de las historietas fue durante menos de un años en la tira de periódico Stern Wheeler, escrita por Ralph Kanna, la cual fue publicada en 1963 en un periódico de Hartford, Connecticut. En 1966 el editor Dick Giordano en Charlton Comics lo contrató como artista, y su primera asignación fue un personaje humorístico llamado "Miss Bikini Luv" enn "Go-Go Comics."
En los años siguientes en Charlton, Aparo dibujó historias en muchos géneros: Westerns, ciencia ficción, romance, horror, misterio y suspenso. Muchos de sus trabajos eran historias autoconclusivas en títulos antológicos, pero también dibujó las historias de aventuras "Thane of Bagarth" en la revista Hercules; la superheroína "Nightshade" en Captain Atom; las historias de ciencia ficción/Western/comedia "Wander" en Cheyenne Kid; y la adaptación a historietas de la tira The Phantom.
En esa época Aparo fue uno de los pocos artistas de historietas que trabajaba como dibujante, entintador y letrista en todos sus trabajos..

### DC Comics
A fines de la década de 1960, Dick Giordano dejó de trabajar en Charlton para pasar a tener una posición editorial en DC Comics y le ofreció a Aparo trabajo dibujando la revista Aquaman. Luego de un primer número (el 40) en el cual solo aportó los lápices iniciales, Aparo terminó haciendo los lápices, entintado y las letras del texto para casi toda la serie hasta su cancelación. Aparo siguió por un tiempo haciendo arte para Charlton para la revista The Phantom, alternando entre las dos series mes a mes ya que ambas tenían una periodicidad bimestral en ese momento.
Eventualmente Aparo renunció a su asignación en The Phantom y trabajó el resto de su carrera casi exclusivamente para DC Comics. La siguiente serie que se le asignó en DC fue Phantom Stranger. Luego de que se cancelara Aquaman, la periodicidad bimestral de Phantom Stranger fue insuficiente para llenar su producción normal de una página por día, por lo que DC le asignó varias historias cortas de misterio en títulos como House of Mystery y House of Secrets.
EN 1971 Aparo se encargó de dibujar la historia de The Brave and the Bold 98 (octubre/noviembre de 1971). Esta serie presentaba historias en equipo de Batman con otros personajes, en este caso El Fantasma Extraño, y como artista regular de la serie de ese personaje, Aparo fue considerado el artista apropiado para esa historia. Murray Boltinoff, el editor de The Brave and the Bold, enseguida asignó a Aparo como artista regular de la serie a partir del número 100, y continuó como regular en la serie hasta el número 200, con excepción de unos pocos números. Incluso Aparo "protagonizó" la historia de The Brave and the Bold número 124 (enero de 1976).
Durante los más de 10 años como artista de The Brave and the Bold su regularidad bimestral (comenzó a ser mensual a partir de noviembre de 1978) permitió a Aparo hacer otros trabajos para DC. En suma a muchos trabajos para portadas, fue artista regular para una serie de historias notables protagonizadas por un vengativo y despiadado fantasma llamado Espectro, que fueron publicadas en la serie Adventure Comics. Además proveyó el arte para el reinicio de las historias de Aquaman tanto en Adventure Comics como en la continuación de la serie propia Aquaman. Por algunos números se le asignó el arte para las historias de Batman a partir del número 437 de Detective Comics  Aparo y el guionista Len Wein crearon a Sterling Silversmith en Detective Comics 446 (abril de 1975). Se encargó de la primera miniserie de Batman (The Untold Legend of the Batman) en 1980, entintando los lápices de John Byrne en el primer número y encargándose de todo el arte en el segundo y tercer número. Aparo fue uno de los artistas que trabajó en el número doble Justice League of America 200 (marzo de 1982).
Cuando The Brave and the Bold fue cancelada en 1983 fue reemplazada con una serie llamada Batman and the Outsiders, protagonizada por un equipo de superhéroes liderados por Batman. La serie, cocreada por Aparo junto al escritor Mike W. Barr, fue descripta por el guionista y ejecutivo de DC Comics Paul Levitz como "una serie con un equipo acorde a las audiencias de la década de 1980". El Amo del Desastre está entre los supervillanos creados por Barr y Aparo para la serie. Esta serie duraría varios años, continuando luego con una serie derivada con mejor papel titulada The Outsiders que no incluyó a Batman y presentó al personaje Looker. En los últimos números, DC pidió que Aparo solo hiciera los lápices, y así una larga y la casi ininterrumpida carrera de Aparo entintado y rotulando su propio trabajo llegó casi a su fin.
El siguiente trabajo importante de Aparo fue encargarse de los lápices para Batman y Detective Comics, donde su arte casi siempre era entintado por Mike DeCarlo. Aparo regresó al título Batman a partir del número 414 (diciembre de 1987) en colaboración al guionista Jim Starlin. Una de las primeras historias en el título fue "Ten Nights of The Beast" entre los números 417 y 420 (marzo a junio de 1988), donde se presentó a KGBestia. Quizás el trabajo más notable de este período sea la historia "Batman: una muerte en la familia" (Batman 426 a 429), presentando la muerte de Jason Todd (Robin). La historia "A Lonely Place of Dying" se cruzó con el título New Titans y presentó a Tim Drake como el nuevo Robin. Aparo continuó dibujando historias de Batman en Detective y Batman hasta comienzos de la década de 1990. Durante este período fue el artista regular cuando Bane rompió la espalda de Bruce Wayne durante la batalla de la historia "KnightFall"  En 1992, Aparo volvió a hacer los dibujos, tintas y letras para sus historias de Batman, pero al poco tiempo volvió a hacer solo los lápices.
También ese año Aparo tuvo su último encargo de una serie para DC encargandose de los dibujos de la serie Green Arrow entre los números 81 al 100. Él y el guionista Kelley Puckett cocrearon a Connor Hawke, el hijo de Flecha Verde. Luego de esto, Aparo se encargó de trabajos ocasionales en historias y portadas relacionadas con Batman en miniseries y números especiales. Sus trabajos hacia fines de la década de 1990 y comienzos de la de 2000 incluyen un Anual de Batman entintado por Sal Buscema, la miniserie G.C.P.D., un especial titulado Speed Force Special protagonizado por Flash, un número de una miniserie centrada en Deadman que volvía desde otro punto de vista sobre la historia "Death in the Family", y una página de Green Lantern/Superman: Legend of the Green Flame, escrita por Neil Gaiman, en la cual tuvo la última oportunidad de dibujar en una publicación a Phantom Stranger.
Su último trabajo para DC en vida fue la tapa del tomo recopilatorio Batman in the Eighties, publicado en 2004. En 2006, en el anual número 25 de Batman se publica el arte de Aparo no publicado previamente con el final alternativo de "A Death in the Family," donde Jason Todd sobrevive.

## Muerte
Aparo murió el 19 de julio de 2005 en su hogar de Southington, Connecticut. A pesar de que algún reporte atribuye la causa de muerte a "una larga batalla contra el cáncer", el anuncio formal de su familia decía que su muerte se debió a "complicaciones relacionadas a problemas de salud recientes". DC Comics publicó una página en recuerdo de Aparo en Batman número 644 (octubre de 2005) y Detective Comics número 811 (noviembre de 2005).

## Premios
Aparo fue incluido en los prestigiosos:
- El Salón de la fama Will Eisner en 2019
- Los Premios Shazam a la mejor historia individual "Best Individual Short Story (Dramatic)" en 1972 por "The Demon Within" de House of Mystery número 201 junto a John Albano[27]
- el Premio Inkpot en 1993[28]

### Charlton Comics
- Captain Atom (Nightshade) 87 a 89 (agosto a diciembre de 1967)
- Career Girl Romances 40 (junio de 1967)
- Charlton Premiere 4 (mayo 1968)
- Cheyenne Kid 66 al 71 (mayo de 1968 a marzo de 1969)
- Ghost Manor 77 (noviembre de 1984)
- Ghostly Tales 65 al 68, 71, 72, 74, 75, 76, 79, 81, 137, 141-142, 146, 149, 153 y 164 (febrero de 1968 a diciembre de 1983)
- Go-Go 5 al 9 (febrero a octubre de 1967)
- Gunfighter 52 y 83 (octubre de 1967 y marzo de 1984)
- Hercules: Adventures of the Man-God 1 al 10 (1968/1969)
- I Love You 67 (abril de 1967)
- Love Diary 62 y 66 (octubre de 1969 y mayo de 1970)
- The Many Ghosts of Doctor Graves 4, 5, 7, 8, 17, 66, 69 (1967 / 1981)
- Peter Cannon, Thunderbolt 60 (1967)
- The Phantom #31 al 34 y 36 al 38 (1969/1970)
- Romantic Story 94 (julio de 1968)
- Scary Tales 22 (octubre de 1980)
- Secret Agent 10 (octubre de 1967)
- Space Adventures 2 y 4 (julio y noviembre de 1968)
- Space Adventures Presents U.F.O. 60 (octubre de 1967)
- Strange Suspense Stories vol. 2 1, 2, 4 (octubre de 1967 a noviembre de 1968)

### DC Comics
- Adventure Comics (El Club de los Aventureros) 426 y 427; (Espectro) 431 al 433 y 435 al 436, 440; (Aquaman) 441 al 452; (Deadman) 459 al 461 y 464 (1973 a 1979)
- All-Star Western (vol. 2) 5 (1971)
- Aquaman 40 al 59 (1968 a 1978)
- Aquaman (vol. 3) 52 (secuencia en retrospectiva) (1999)
- Azrael Annual 3 (1997)
- Batman 414 al 420, 426 al 435, 440 al 448, 450, 451, 480 al 483, 486 al 491, 494 al 500, 533, 534, 558, 560 al 562 (1987 a 1999)
- Batman Annual 24 (2000)
- Batman and the Outsiders 1 al 9, 11, 12, 16 al 20 (1983–85)
- Batman: Blackgate Isle of Men (1998)
- Batman: Brotherhood of the Bat (1996)
- The Batman Chronicles #7, 14 (1997–98)
- Batman Family 17 (Batman, Robin y Huntress) (1978)
- Batman: GCPD 1 al 4 (miniserie) (1996)
- Batman: Legends of the Dark Knight 142 al 145, Annual 1 (1991 a 2001)
- Batman: Shadow of the Bat 61, 68 (1997)
- The Brave and the Bold 98, 100 al 102, 104 al 136, 138 al 145, 147, 149 al 152, 154, 155, 157 al 162, 168 al 170, 173 al 178, 180 al 182, 184, 186 al 189, 191 al 193, 195, 196, 200 (1971 a 1983)
- DCU Holiday Bash 1 (1996)
- Deadman: Dead Again 2 (miniserie) (2001)
- Detective Comics 437, 438, 444 al 446, 500, 625 al 632, 638 al 643, 716, 719, 722, 724 (1973 a 1998)
- Ghosts 1 (1971)
- Green Arrow 0, 81 al 88, 91 al 95, 98 al 100, 109, 123 (1993 a 1997)
- House of Mystery 192, 201, 209 (1971 a 1972)
- House of Secrets 93, 97, 105 (1971 /1973)
- Justice League of America 200 (junto a otros artistas) (1982)
- Mystery in Space 111 (1980)
- Outsiders 1 al 7, 9 al 14, 17 al 22, 25, 26 (1985 a 1988)
- Phantom Stranger (vol. 2) 7 al 26 (1969 a 1973)
- Secret Origins (vol. 2) 10 (Phantom Stranger) (1987)
- Spectre (vol. 3) 16 (1994)
- Speed Force 1 (historia protagonizada por The Flash y Kid Flash) (1997)
- Steel 33 (1996)
- Superboy and the Ravers 8 (1997)
- Teen Titans 36 (Aqualad) (1971)
- Time Warp 1 (1979)
- The Unexpected 127, 132 (1971/1972)
- The Untold Legend of the Batman 2 y 3 (miniserie) (1980)
- Witching Hour 25 (1972)
- Wrath of the Spectre 4 (miniserie) (1988)[nota 1]

### Recopilaciones
- Legends of the Dark Knight: Jim Aparo
  - Vol. 1 recopila The Brave and the Bold 98, 100 al 102, 104 al 122. 512 páginas, abril de 2012, ISBN 978-1401233754
  - Vol. 2 recopila The Brave and the Bold 123 al 145 y 147 y 151, Detective Comics 437, 438. 528 páginas, octubre de 2013, ISBN 978-1401242961
  - Vol. 3 recopila The Brave and the Bold 152, 154, 155, 157 al 162, 168 al 179, 173 al 178, 180 al 182, Detective Comics 444 al 446, 448, 468 al 470, Batman Family 17 y varias portadas de esos títulos. 520 páginas, agosto de 2017 ISBN 978-1401271619
- Batman: The Brave and the Bold -- The Bronze Age Omnibus
  - Vol. 1 recopila The Brave and the Bold 74 al 106. 904 páginas, enero de 2017, ISBN 978-1401267186
  - Vol. 2 recopila The Brave and the Bold 110 al 156. 776 páginas, septiembre de 2018, ISBN 978-1401281670
  - Vol. 3 recopila The Brave and the Bold 157 al 200. 904 páginas, (fecha estimada marzo de 2021) ISBN 978-1401292829
- Batman and the Outsiders
  - Vol. 1 recopila The Brave and the Bold 200, Batman and the Outsiders 1 al 13, New Teen Titans 37. 368 páginas, febrero de 2017, ISBN 978-1401268121
  - Vol. 2 recopila Batman and the Outsiders Annual 1, Batman and the Outsiders 14 al 23. 312 páginas, febrero 2018, ISBN 978-1401277536
- Jim Aparo's Complete The Phantom
  - Recopila The Phantom 31 al 34, 36 al 38. Además reproduce arte original de Jim Aparo. 192 páginas, enero de 2017, ISBN 978-1613451106
- Aquaman: a Celebration of 75 Years
  - Recopila Adventure Comics 120, 174, 220, 260, 266, 269, 444, 452 y 475, Aquaman (vol. 1) 1, 18, 40, Aquaman (vol. 2) 3, Aquaman (vol. 3) 2, 34, Aquaman (vol. 4) 4, 17, Aquaman (vol. 5) 1, 43. 400 páginas, octubre de 2016, ISBN 978-1401264468
- Aquaman: Death of A Prince
  - recopila Adventure Comics 435 al 437, 441 al 455, Aquaman 57 al 63. 336 páginas, julio de 2011, ISBN 978-1401231132. En febrero de 2020 se reeditó en un tomo con tapas duras ISBN 978-1779500953
- Aquaman: The Search for Mera
  - recopila Aquaman 40 al 48. 216 páginas, noviembre de 2018, ISBN 978-1401285227
- Wrath of the Spectre
  - recopila Adventure Comics 431 al 440, Wrath of the Spectre 1 al 4. 200 páginas, junio de 2005, ISBN 978-1401204747
- Deadman Book Four
  - recopila DC Special Series 8, Adventure Comics 459466, DC Comics Presents 24. 168 páginas, enero de 2014, ISBN 978-1401243241
- DC Universe by Len Wein
  - recopila Phantom Stranger 20 al 24 (Aparo), Action Comics, DC Comics Presents y más material. 384 páginas, febrero de 2019 ISBN 978-1401287870
- The Joker The Bronze Age Omnibus
  - recopila The Joker 1 al 10, Batman 251, 260, 286, 291 al 294, 321, 353, 365, 366 y 400, The Brave and the Bold 111, 118, 129, 130, 141 y 191, Detective Comics 475, 476, 504, 526 y 532, Wonder Woman 280 al 283, DC Comics Presents 41 y 72 y más material. 832 páginas, agosto de 2019 ISBN 978-1-4012-9340-6
- The Spectre: The Wrath of the Spectre Omnibus
  - recopila Showcase 60, 61, 64, The Brave & the Bold 72, 75, 116, 180 y 199, The Spectre 1 al 10, Adventure Comics 431 al 440, DC Comics Presents 29, Wrath of the Spectre 4, y Ghosts 97 al 99. Jim Aparo realizó el arte de 7 de los 10 números de Adventure y en 2 de los números de Brave and Bold. Además entintó el resto de los números de Adventure Comics y realizó 40 páginas de arte para la edición de las ediciones especiales de Wrath of Spectre, e ilustró la portada de Brave & the Bold 199, lo que significa que su arte se encuentra en más de la tercera parte del contenido de este tomo. Además, el arte de Aparo es utilizado tanto para la portada del libro como para la cubierta protectora. 680 páginas, septiembre de 2020 ISBN 978-1-7795-0293-3

## Otras lecturas
- The Brave and Bold Art of Jim Aparo, TwoMorrows Publishing, TBA ISBN 978-1893905498 Este título a ser publicado por la editorial TwoMorrows Publishing, nunca salió a la venta. La editorial no explicó el por qué. Jim Morrow, de TwoMorrows Publishing, indicó que este libro no sería publicado en 2020.